# 肾丛
肾丛由腹腔神经节和腹腔神经丛、主动脉肾节、下胸内脏神经和第一腰部内脏神经以及主动脉神经丛发出的神经组成。
从这些来源发出的神经有15~20支左右，少数有神经节构成。
它与肾动脉各分支伴行进入肾脏，连接血管、肾小球和小管，分支形成输尿管丛。一些小分支分布于精索丛，右侧分布于下腔静脉。  
卵巢丛来自肾丛，是分布于卵巢和子宫底的两种交感神经之一。

## 额外的图像

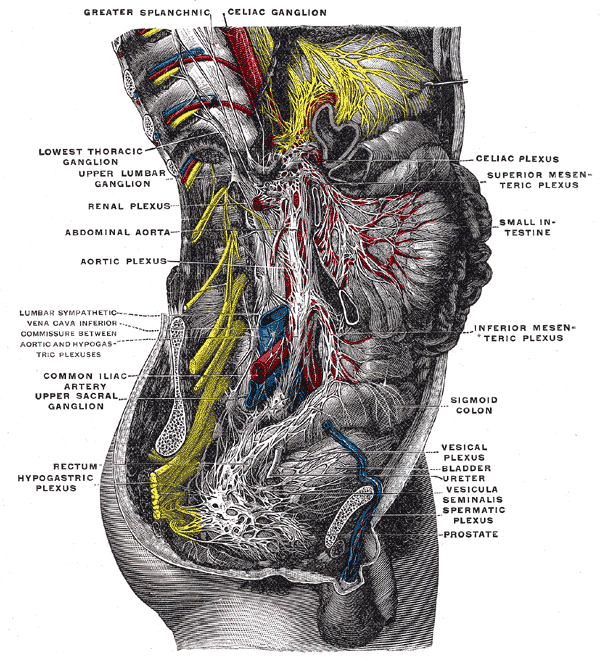
右交感神经下半部